# John Philip Morier
Pour les articles homonymes, voir Morier.
John Philip Morier (né le 23 novembre 1778 à Smyrne et mort le 20 août 1853 à Londres) fut un diplomate britannique. Il accompagna Thomas Bruce (7e comte d'Elgin) l'ambassadeur à Constantinople. Il assista à la défaite française lors de la Campagne d'Égypte. Il fut ensuite consul auprès d'Ali Pacha de Janina avant de devenir secrétaire de légation dans la capitale américaine.

## Biographie
La famille Morier était d'origine huguenote. Le père de John Philip Morier, Isaac Morier (en) était le représentant de la Levant Company à Smyrne. À ce titre, il y était aussi le consul de Grande-Bretagne.
John Philip Morier né le 23 novembre 1778 était l'aîné des quatre fils survivants de la famille. Ses trois frères s'illustrèrent aussi dans la diplomatie : David Richard Morier (en), William Morier (en) et James Morier qui fut aussi écrivain. Lorsque sa famille revint en Grande-Bretagne en 1787, il fit ses études dans diverses écoles privées avant d'être engagé dès ses 14 ans dans l'entreprise commerciale paternelle. Dans ce cadre, il voyagea beaucoup et séjourna à Smyrne.
Au printemps 1799, il fut engagé comme seconde secrétaire particulier par Lord Elgin qui venait d'être nommé ambassadeur à Constantinople. La Campagne d'Égypte de la France était dans ses derniers mois. Lord Elgin envoya Morier auprès du Grand Vizir qui les combattait alors en Syrie,. Il y resta de janvier à juillet 1800. Il fut alors capturé par les troupes françaises et expulsé d'Égypte.
À la fin de l'ambassade d'Elgin, Morier fut envoyé comme consul général auprès d'Ali Pacha de Janina. Sa mission était de convaincre le pacha qui s'était de plus en plus autonomisé du pouvoir central ottoman de choisir le camp britannique et non le camp français.
En avril 1810, il fut promu secrétaire de légation dans la capitale américaine avant d'être envoyé comme commissaire en octobre de l'année suivante en Amérique latine. Il rentra en Grande-Bretagne en février 1813 et fut nommé Sous-secrétaire d'État au Foreign Office. En 1814, il fut nommé Envoyé-extraordinaire auprès du Royaume de Saxe.
Il s'était marié en 1814 avec la fille de Lord Hugh Seymour. Ils eurent sept filles.

## Œuvres
- Memoir of a Campaign with the Ottoman Army in Egypt from February to July 1800.

## Source
- (en) Stanley Lane-Poole, « Morier, John Philip (1778–1853), revu par H. C. G. Matthew », Oxford Dictionary of National Biography,‎ mai 2004
- (en) William Saint-Clair, Lord Elgin and the Marbles, Oxford, Oxford University Press, 1983 (1re éd. 1967), 311 p. (ISBN 0-19-285140-3).